# 레이드 페이퍼

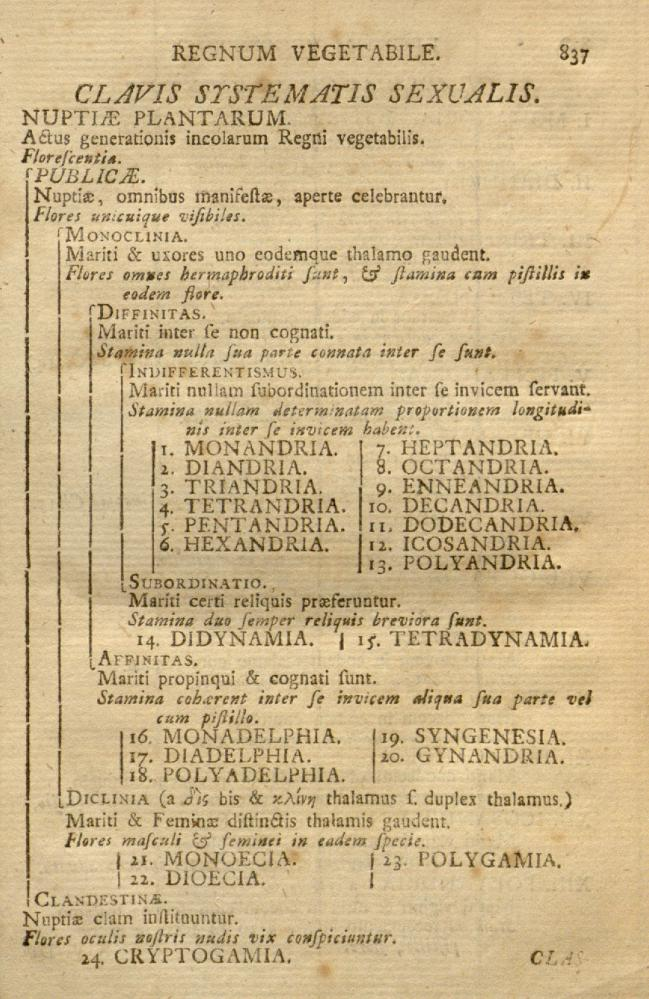
칼 폰 린네의 《자연의 체계》 (1758)을 인쇄한 레이드 페이퍼

레이드 페이퍼는 제조 과정에서 굴곡이 진 질감이 생긴 종이를 말한다. 유럽의 기계시대 이전의 종이인 (12세기부터 19세기까지), 레이드 페이퍼는 그 당시 주로 생산된 종이였다. 하지만, 이것의 사용은 우브 페이퍼의 사용으로 19세기부터 줄어들어 왔다. 레이드 페이퍼는 아직 예술가에게 숯을 사용할 때나  소묘를 할 때 애용되고 있다.
제지의 기계화 이전에, 레이드 패턴은 직사작형 모양의 틀 안에 있는 체에 의해 만들어졌다. 작업자는 물에 풀어진 펄프가 담긴 통에 틀을 담가서, 들어 올린 다음, 틀에 균일하게 분배되도록 기울이고, 물이 체 사이로 빠져나갔을 때 펄프가 서로 엉키도록 흔들어 준다. 이 과정에서, 체의 패턴이 종이에 새겨지게 된다.

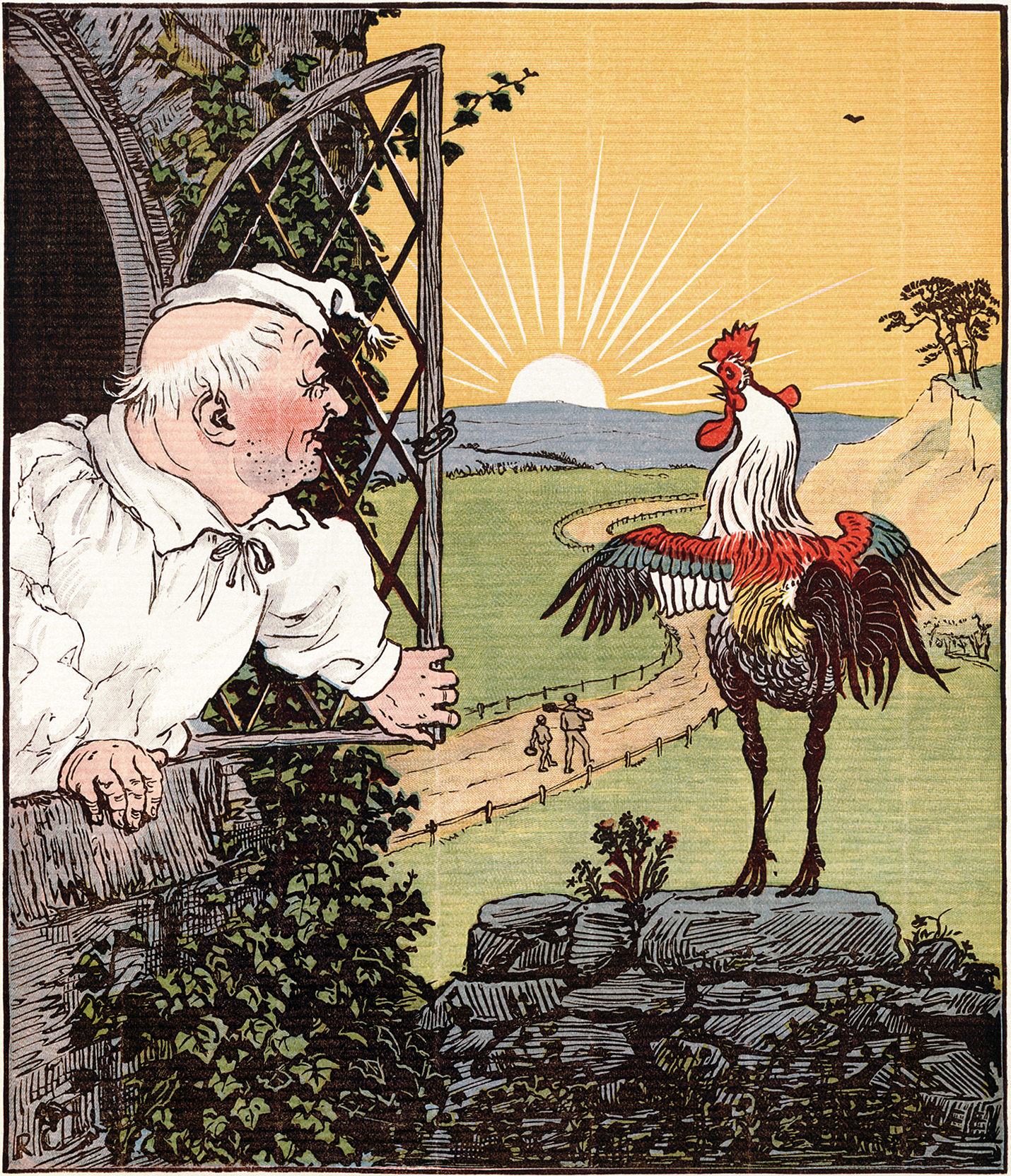
레이드 페이퍼의 패턴이 보이는 그림책, 랜돌프 콜더콧에 의해 그려짐. 1887년 출판, 디지털 복원됨.

현대에는 레이드 페이퍼를 만들기 위해 제지 초기에 워터 마크와 동일한 방법으로 댄디 롤을 사용한다. 젖은 상태에서, 물이 풀어진 종이 더미(물에 풀어진 셀룰로스 섬유)가 물을 제거하기 위해 체에서 건조된다. 이 과정에서, 댄디 롤에 있는 체가 셀룰로스 섬유를 배치시키면서 젖은 종이 더미에 패턴이 찍히게 된다. 이 패턴은 특정한 상황에서만 적용이 된다. 그렇지 않으면 종이 더미가 댄디 롤을 지나가며 섬유가 움직여 패턴이 사라지게 된다.(너무 젖었을 때) 아니면 표면이 갈라지게 되는 현상이 나타나게 된다.(너무 건조할 때) 틀의 높고 낮음에 따라 섬유가 옮겨지면서 레이드 패턴이 생기게 되고, 그것은 종이의 표면에도 생성되게 된다. 따라서 패턴은 종이의 양쪽 표면 모두에서 동일하게 보이게 된다. 레이드 패턴은 워터마킹 기술로만 적용이 가능하기 때문에 레이드 패턴을 기계로 적용하면 굴곡이 진 패턴이 종이를 볼 때 생기지 않는다.
전통적인 레이드 페이퍼는 종이의 짧은 면에 평행한 선(사슬 선)들이 넓은 간격으로 있고, 기계로 만들어진 종이는 사슬 선에 수직인 기계로 만들어진 더 좁은 간격의 선(레이드 선)이 있다.

## 같이 보기
- 제지